# Korkiasaari och Pikisaari
Korkiasaari och Pikisaari är en ö i Finland. Den ligger i Bottenviken och i kommunen Uleåborg i den ekonomiska regionen  Uleåborgs ekonomiska region i landskapet Norra Österbotten, i den norra delen av landet. Ön ligger nära Uleåborg och omkring 540 kilometer norr om Helsingfors.
Öns area är 18,7 hektar och dess största längd är 0,9 kilometer i sydöst-nordvästlig riktning.

## Klimat
Inlandsklimat råder i trakten. Årsmedeltemperaturen i trakten är 1 °C. Den varmaste månaden är juli, då medeltemperaturen är 17 °C, och den kallaste är februari, med −16 °C.